# Liste der Kantone im Département Pas-de-Calais
Das Département Pas-de-Calais liegt in der Region Hauts-de-France in Frankreich. Es untergliedert sich in 7 Arrondissements mit 39 Kantonen (französisch cantons).
Siehe auch: Liste der Gemeinden im Département Pas-de-Calais

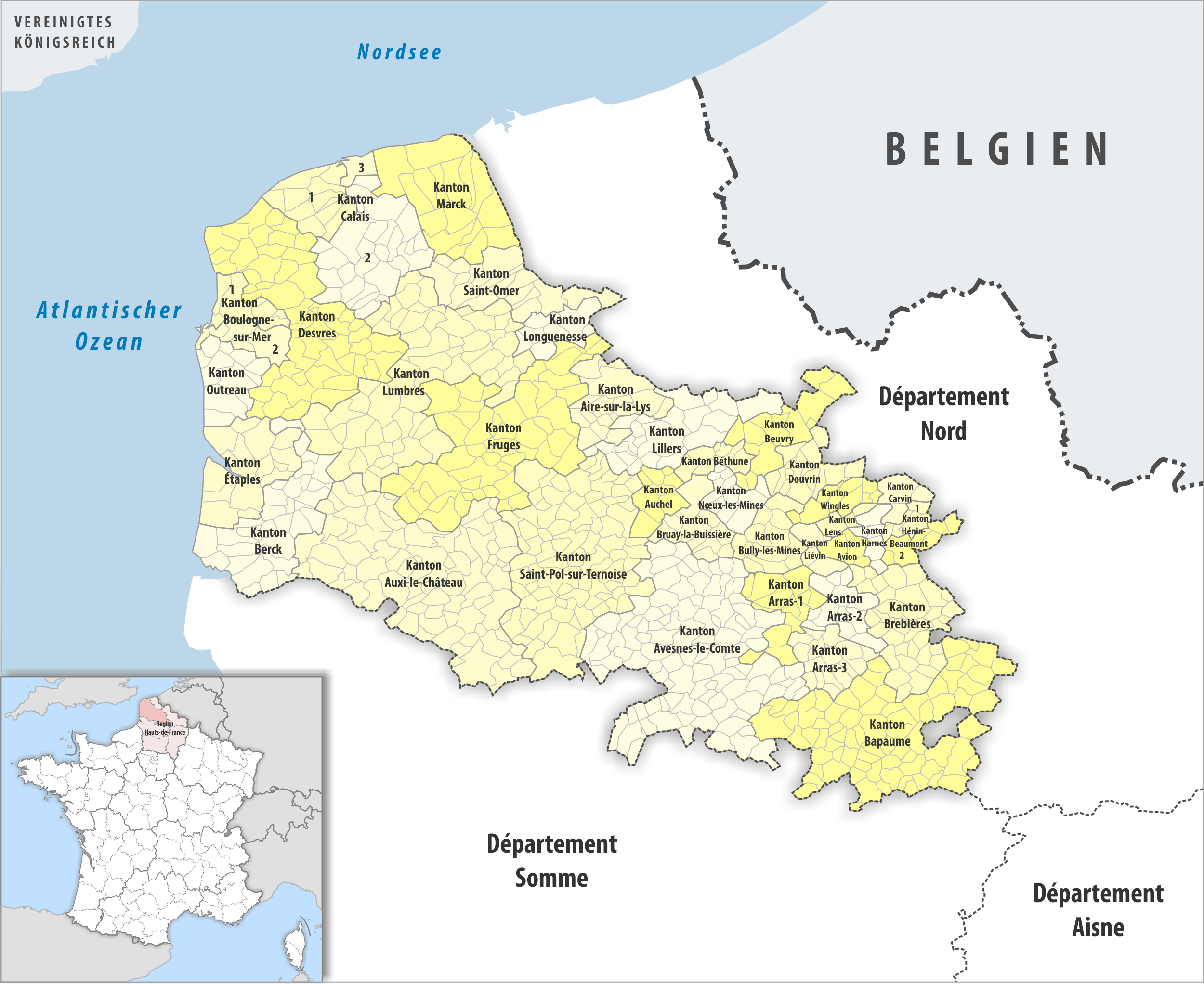
Gemeinden und Kantone im Département Pas-de-Calais

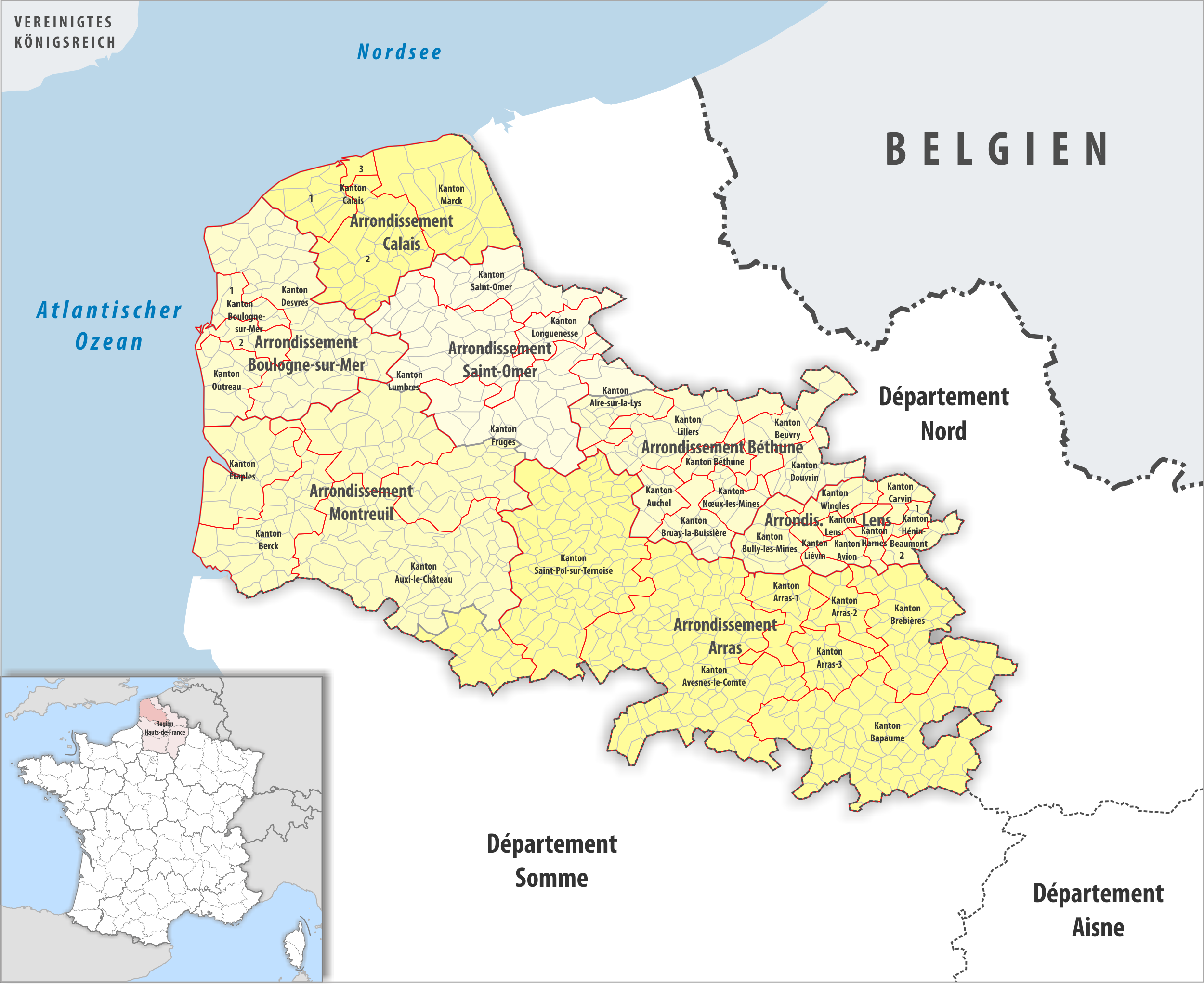
Gemeinden, Arrondissemente und Kantone im Département Pas-de-Calais

| Kanton                    | Gemeinden | Einwohner 1. Januar 2022 | Fläche km² | Dichte Einw./km² | Code INSEE | Arrondissement(e)     |
| ------------------------- | --------- | ------------------------ | ---------- | ---------------- | ---------- | --------------------- |
| Aire-sur-la-Lys           | 17        | 29.400                   | 124,29     | 237              | 6201       | Béthune, Saint-Omer   |
| Arras-1                   | 12 1⁄3    | 36.343                   | 97,10      | 374              | 6202       | Arras                 |
| Arras-2                   | 11 1⁄3    | 36.657                   | 78,85      | 465              | 6203       | Arras                 |
| Arras-3                   | 15 1⁄3    | 32.592                   | 87,31      | 373              | 6204       | Arras                 |
| Auchel                    | 9         | 34.928                   | 58,72      | 595              | 6205       | Béthune               |
| Auxi-le-Château           | 81        | 34.167                   | 613,15     | 56               | 6206       | Arras, Montreuil      |
| Avesnes-le-Comte          | 108       | 38.417                   | 643,53     | 60               | 6207       | Arras                 |
| Avion                     | 4         | 39.434                   | 27,43      | 1.438            | 6208       | Lens                  |
| Bapaume                   | 75        | 35.766                   | 512,31     | 70               | 6209       | Arras                 |
| Berck                     | 31        | 34.448                   | 231,85     | 149              | 6210       | Montreuil             |
| Béthune                   | 7         | 41.888                   | 43,13      | 971              | 6211       | Béthune               |
| Beuvry                    | 13        | 40.526                   | 122,43     | 331              | 6212       | Béthune               |
| Boulogne-sur-Mer-1        | 6 1⁄2     | 35.617                   | 51,84      | 687              | 6213       | Boulogne-sur-Mer      |
| Boulogne-sur-Mer-2        | 4 1⁄2     | 39.762                   | 54,84      | 725              | 6214       | Boulogne-sur-Mer      |
| Brebières                 | 33        | 33.046                   | 197,32     | 167              | 6215       | Arras                 |
| Bruay-la-Buissière        | 12        | 35.450                   | 81,14      | 437              | 6216       | Béthune               |
| Bully-les-Mines           | 12        | 44.890                   | 88,07      | 510              | 6217       | Lens                  |
| Calais-1                  | 10 1⁄3    | 36.795                   | 98,15      | 375              | 6218       | Calais                |
| Calais-2                  | 25 1⁄3    | 38.532                   | 226,42     | 170              | 6219       | Calais                |
| Calais-3                  | 1⁄3       | 38.300                   | 17,32      | 2.211            | 6220       | Calais                |
| Carvin                    | 3         | 36.173                   | 36,26      | 998              | 6221       | Lens                  |
| Desvres                   | 52        | 45.513                   | 428,71     | 106              | 6222       | Boulogne-sur-Mer      |
| Douvrin                   | 14        | 42.367                   | 84,90      | 499              | 6223       | Béthune               |
| Étaples                   | 15        | 30.636                   | 177,27     | 173              | 6224       | Montreuil             |
| Fruges                    | 52        | 31.236                   | 457,91     | 68               | 6225       | Montreuil, Saint-Omer |
| Harnes                    | 6         | 42.690                   | 31,72      | 1.346            | 6226       | Lens                  |
| Hénin-Beaumont-1          | 3 1⁄2     | 34.873                   | 24,06      | 1.449            | 6227       | Lens                  |
| Hénin-Beaumont-2          | 5 1⁄2     | 45.579                   | 41,36      | 1.102            | 6228       | Lens                  |
| Lens                      | 3         | 42.443                   | 19,58      | 2.168            | 6229       | Lens                  |
| Liévin                    | 4         | 39.258                   | 31,28      | 1.255            | 6230       | Lens                  |
| Lillers                   | 22        | 39.463                   | 180,84     | 218              | 6231       | Béthune               |
| Longuenesse               | 7         | 32.545                   | 65,86      | 494              | 6232       | Saint-Omer            |
| Lumbres                   | 60        | 32.569                   | 501,04     | 65               | 6233       | Montreuil, Saint-Omer |
| Marck                     | 16        | 38.655                   | 251,50     | 154              | 6234       | Calais                |
| Nœux-les-Mines            | 13        | 41.158                   | 59,97      | 686              | 6235       | Béthune               |
| Outreau                   | 11        | 37.084                   | 98,42      | 377              | 6236       | Boulogne-sur-Mer      |
| Saint-Omer                | 16        | 35.327                   | 160,88     | 220              | 6237       | Saint-Omer            |
| Saint-Pol-sur-Ternoise    | 87        | 32.273                   | 513,01     | 63               | 6238       | Arras                 |
| Wingles                   | 9         | 43.384                   | 51,69      | 839              | 6239       | Lens                  |
| Département Pas-de-Calais | 887       | 1.460.184                | 6.671,46   | 219              | 62         | –                     |

Darunter sind Kantone, die Gemeinden aus verschiedenen Arrondissements enthalten.

## Ehemalige Kantone
Vor der landesweiten Neuordnung der Kantone im März 2015 teilte sich das Département in 77 Kantone:
| Arrondissement   | Kantone |
| ---------------- | --- |
| Arras            | Arras-Nord, Arras-Ouest, Arras-Sud, Aubigny-en-Artois, Auxi-le-Château, Avesnes-le-Comte, Bapaume, Beaumetz-lès-Loges, Bertincourt, Croisilles, Dainville, Heuchin, Marquion, Pas-en-Artois, Saint-Pol-sur-Ternoise, Vimy, Vitry-en-Artois |
| Béthune          | Auchel, Barlin, Béthune-Est, Béthune-Nord, Béthune-Sud, Bruay-la-Buissière, Cambrin, Divion, Douvrin, Houdain, Laventie, Lillers, Nœux-les-Mines, Norrent-Fontes                                                                           |
| Boulogne-sur-Mer | Boulogne-sur-Mer-Nord-Est, Boulogne-sur-Mer-Nord-Ouest, Boulogne-sur-Mer-Sud, Desvres, Marquise, Outreau, Le Portel, Samer |
| Calais           | Calais-Centre, Calais-Est, Calais-Nord-Ouest, Calais-Sud-Est, Guînes |
| Lens             | Avion, Bully-les-Mines, Carvin, Courrières, Harnes, Hénin-Beaumont, Leforest, Lens-Est, Lens-Nord-Est, Lens-Nord-Ouest, Liévin-Nord, Liévin-Sud, Montigny-en-Gohelle, Noyelles-sous-Lens, Rouvroy, Sains-en-Gohelle, Wingles               |
| Montreuil        | Berck, Campagne-lès-Hesdin, Étaples, Fruges, Hesdin, Hucqueliers, Montreuil, Le Parcq |
| Saint-Omer       | Aire-sur-la-Lys, Ardres, Arques, Audruicq, Fauquembergues, Lumbres, Saint-Omer-Nord, Saint-Omer-Sud |